# بني الجبلي (عبس)

تعديل مصدري - تعديل

بني الجبلي هي إحدى قرى عزلة بني حسن بمديرية عبس التابعة لمحافظة حجة، بلغ تعداد سكانها 285 نسمة حسب تعداد اليمن لعام 2004.